# Johns Glacier
Johns Glacier är en glaciär i Antarktis. Den ligger i Västantarktis. Inget land gör anspråk på området. Johns Glacier ligger 1 551 meter över havet.
Terrängen runt Johns Glacier är varierad. Trakten är obefolkad. Det finns inga samhällen i närheten.